# Костел Святого Апостола Варфоломея (Дрогобич)
Костел Святого Апостола Бартоломея (Внебовзяття Пресвятої Діви Марії) — римсько-католицький храм у місті Дрогобичі Львівської області; давній духовний осередок, взірець архітектури готики та бароко (інтер'єрні розписи) кінця XIV—XVI століть, історико-архітектурна пам'ятка національного значення. Входить до переліку 15 містичних та таємничих храмів України.
Одна з найстаріших зі збережених споруд Дрогобича, розташований у середмісті Дрогобича за адресою: вул. Данила Галицького, 12.
Храмове свято — 24 серпня.

## З історії храму
Раніше на місці нинішнього костелу розташовувалась дерев'яна церква Пречистої Діви Марії. Однак, у грудні 1392 року король Владислав Ягайло, перебуваючи у Дрогобичі, видав документ про закладення нового мурованого готичного костелу, який мав бути одночасно і оборонною спорудою. Збудували храм на місці терему княжого воєводи.
При освяченні костел отримав титул Внебовзяття Пресвятої Діви Марії і Святого Апостола Бартоломея. Був попередником теперішнього костелу Св. Апостола Бартоломея, на місці якого потім і з'явився сучасний храм.
1511 року костел Святого Бартоломея відбудували після значних пошкоджень, яких він зазнав під час нападу на місто татар та волохів 1498 року. Саме 1-а третина XV століття і вважається часом зведення сучасного костелу.
Під дзвіницю храму облаштували давньоруську оборонну фортечну вежу дитинця XIII століття.
Напади на місто, що супроводжувались руйнуваннями святині, продовжувались і надалі, зокрема у 1594, 1624 та 1648 роках. 1664 року костел частково відновили.
Протягом XVII—XX століть перебудовано оборонну вежу на дзвіницю (1739), переобладнано старі та споруджено нові вівтарі, ліквідовано бійниці та понижено дах (1790–1793). Тоді ж, наприкінці XVIII століття до храму була прибудована каплиця.
Наступні реставрації дрогобицького костелу Св. Бартоломея здійснювались у 1881—1882, 1906—1913 та у 30-х роках XX століття (зокрема, тоді були відновлені фрески).
За СРСР по Другій світовій війні в 1949 році костел закрили, й розташували в ньому склад театрального реквізиту.
З 1989 року храм повернено римсько-католицькій громаді міста.
2007 року на День Незалежності України, котрий збігається з храмовим святом найстарішої дрогобицької пам'ятки — костелу Св. Апостола Бартоломея, перед входом у святиню був встановлений і урочисто відкритий величний монумент Папі Римському Івану Павлу II, що на той час став уже третім пам'ятником Івану Павлу II (в Україні в цілому — п'ятим). Серед гостей, що прибули на урочистості були Єпископ Львівський Мар'ян Бучек, римсько-католицькі священики з Жидачева, Гніздичева, Трускавця, представники польської громади Стрия, делегація міської ради польського міста Санока.
24 серпня 2017 року у Дрогобичі відбувся парафіяльний відпуст на честь Св. Апостола Варфоломія  та освячення нового головного вівтаря. Ті урочистості, а також Літургію Євхаристії очолив і Слово Боже виголосив єпископ-помічник Львівської Архідієцезії Едвард Кава OFM Conv. Під час Літургії він не лише освятив новий головний вівтар, але й копію образу Матері Божої Кохавинської, що знаходиться в бічному нефі храму.
Вівтар, який було освячено того дня, зводився впродовж року. Про початок його зведення настоятель о. Мирослав Лех вирішив у липні 2016 р. Роботи були завершені у серпні 2017. Запроектував вівтар о. Лаврентій Іваньчук OH. За роботу над виготовленням вівтаря взялися столярі з Золочева, праці яких очолив п. Андрій Мельник.
Костел Святого Бартоломея в Дрогобичі є пам'яткою архітектури національного значення.

## Опис
Костел Святого Бартоломея у Дрогобичі — однонавний, з подовженим гранчастим п'ятистінним вівтарем.
Фасади цегляних стін храму і контрфорси декоровані мереживним ромбоподібним орнаментом, що також із цегли, який має темно-коричневу або темно-червону поливу.
Нава костелу має на західному і на східному фасадах високі ступінчасті готичні фронтони.
Костел виглядає монументальним завдяки відсутності дрібних членувань.
У інтер'єрі храму — чотири опорних стовпи, що несуть систему хрестових склепінь; у вівтарній частині — нервюрне склепіння.
Довідка про вівтар:
Вівтар складається із 3 частин (шир. 8 м. вис. бл. 15,5 м).
У бічних частинах вівтаря знаходяться дерев'яні білі фігури Апостолів Петра і Павла, на вершині бічних частин – олійні образи намальовані у Дрогобичі, на яких представлені архангели Гавриїл та Рафаїл. В середині вівтаря табернакулюм оточує ряд золотих колон, над якими є 2 ангели, а між ними ікона Матері Божої Неустанної Помочі (ікона, якій більше 100 років, є римською копією зі Стрия).
У центральній частині вівтаря знаходиться розп'яття, яке вдалося врятувати від спалення. Над хрестом знаходиться фігура Св. Апостола Бартоломея, а на завершенні вівтаря поставлена фігура св. Архангела Михаїла, яку виготовив різьбяр з околиць Дрогобича. Найважливіші елементи табернакулюм, фігурки та образи освітлені LED-підсвіткою.
Для дрогобицького костелу Св. Апостола Бартоломея притаманне, як і для всієї готичної архітектури, глибинне розкриття внутрішнього храмового простору.
Під час відновлювальних робіт, що проводились у костелі в XVIII столітті, інтер'єри храму були заново розписані художником Андрієм Соліцьким в стилі пізнього бароко. Крім релігійних малюнків, тут також були композиції на історичні теми: сцена розгрому дрогобицького костелу козаками Богдана Хмельницького і татарами 1648-го року, сцена надання австрійським цісарем Йосифом II давніх прав Дрогобичу та інші. Фрески виконані майстром Борщем близько 1800 року. Вітражі виготовлені вже у XIX столітті.
Багато цінних речей інтер'єру загинули у роки Другої світової війни, та ще більше було знищено більшовицькими варварами, однак декілька цікавих об'єктів все-таки збереглося. Це, зокрема, фрагменти розписів Соліцького, давня фреска із зображенням Святого Христофора, яка поєднує в собі мистецькі традиції пізньої готики та ренесансу. Також у костелі можна оглянути ренесансний надгробок Катерини Рамултової, виконаний Себастьяном Чешеком у 1572 році. Заслуговують на увагу і вітражі, виконані за ескізами художників XIX століття — Я. Матейка, С. Висп'янського та Ю. Мехоффера. У вівтарній частині храму збереглася старовинна ікона, написана відомим італійським художником Томмазо Долабелла. Над оздобленням інтер'єру свого часу працював також український художник і різьбяр Вендзилович Іван Лукич.

## Сьогодні
Сьогодні костел Святого Апостола Бартоломея обслуговують священики з дрогобицької Римсько-Католицької Парафії Святого Апостола Бартоломея. Костел належить до стрийського деканату РКЦ в Україні. Богослужіння проводяться польською та українською мовами. Актуальний розклад літургій завжди можна знайти на дошці оголошень біля входу. Настоятелем парафії є о. Мирослав Лех, вікарій - о. Єжи Рашковскі. У храмі проводяться реставраційні роботи. Після початку повномаштабної війни з росією стало можливим для внутрішньо переміщених осіб отримувати гуманітірну допомопогу в понеділок та п'ятницю після літургії (для отримання гуманітарної допомоги потрібно предявити оригінал довідки внутрішньо переміщеної особи).

Вказівник "Костел св. Варфоломія."

| День тижня | Час                     | Час                       |
| ---------- | ----------------------- | ------------------------- |
| Понеділок  | 18:00 (польською мовою) | 18:00 (польською мовою)   |
| Вівторок   | 09:00 (польською мовою) | 09:00 (польською мовою)   |
| Середа     | 18:00 (польською мовою) | 18:00 (польською мовою)   |
| Четвер     | 09:00 (польською мовою) | 09:00 (польською мовою)   |
| П'ятниця   | 18:00 (польською мовою) | 18:00 (польською мовою)   |
| Субота     | 09:00 (польською мовою) | 09:00 (польською мовою)   |
| Неділя     | 11:00 (польською мовою) | 13:00 (українською мовою) |

## Костел св. Бартоломея у літературі
Римо-католицький храм у Дрогобичі згадує Іван Франко у поезії "Похвала Дрогобича", нарисі "У столярні", повісті "Борислав сміється".

## Світлини

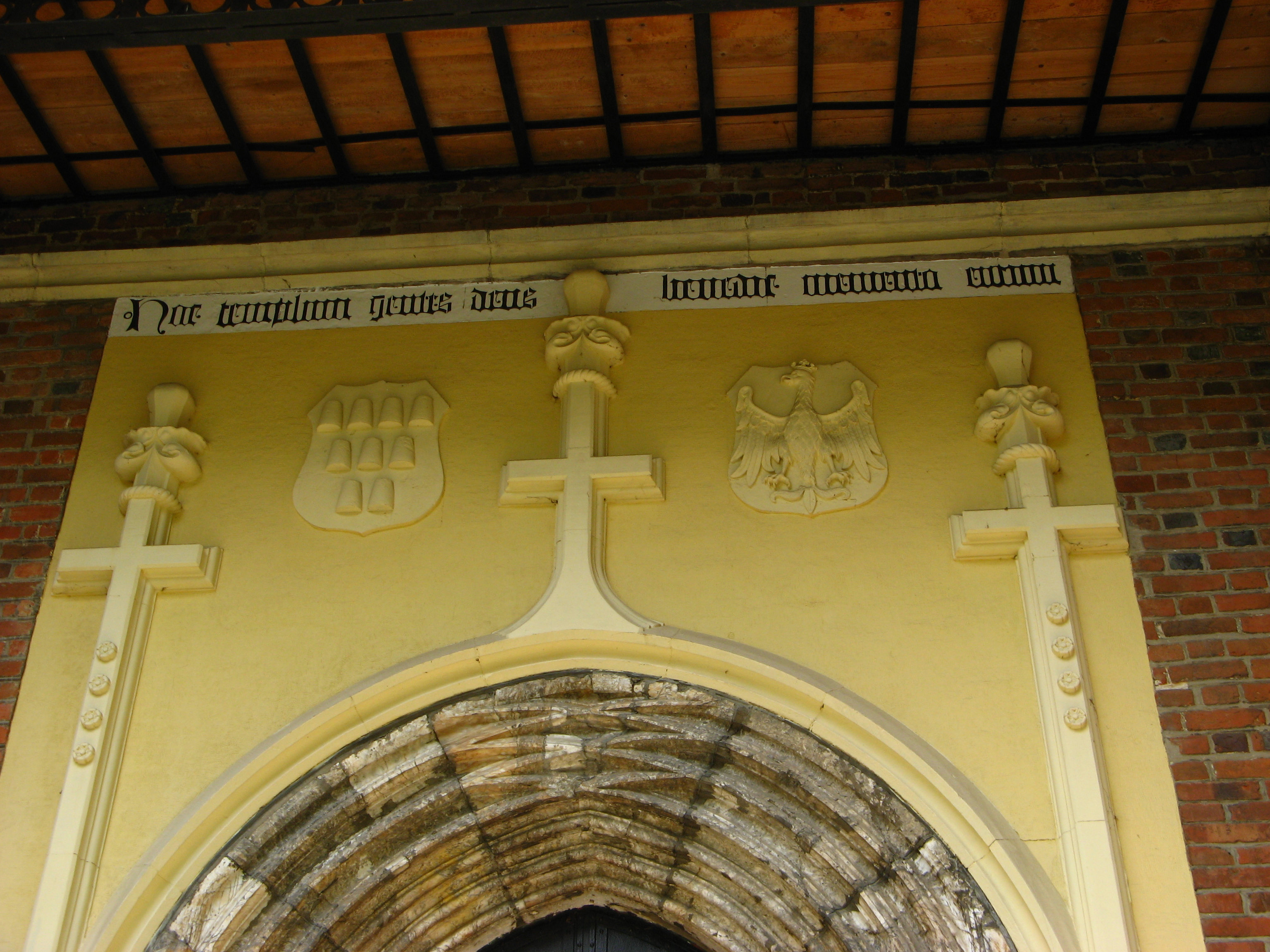
Портал бічного входу з гербами Дрогобича і Корони Польської
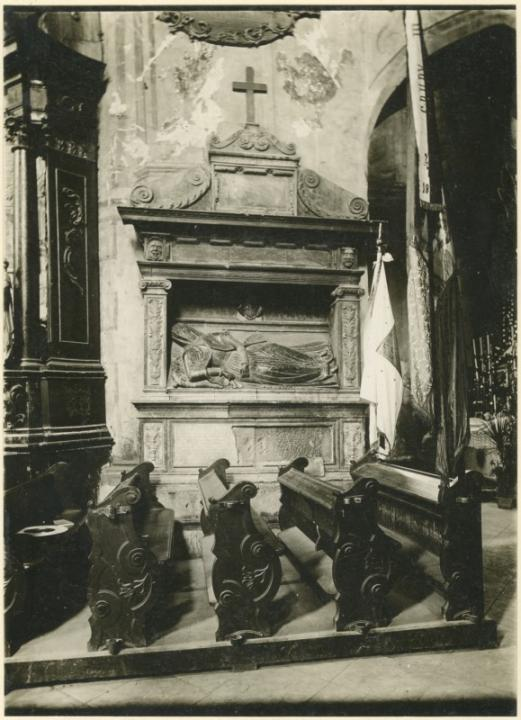
Надгробок Катерини Рамултової
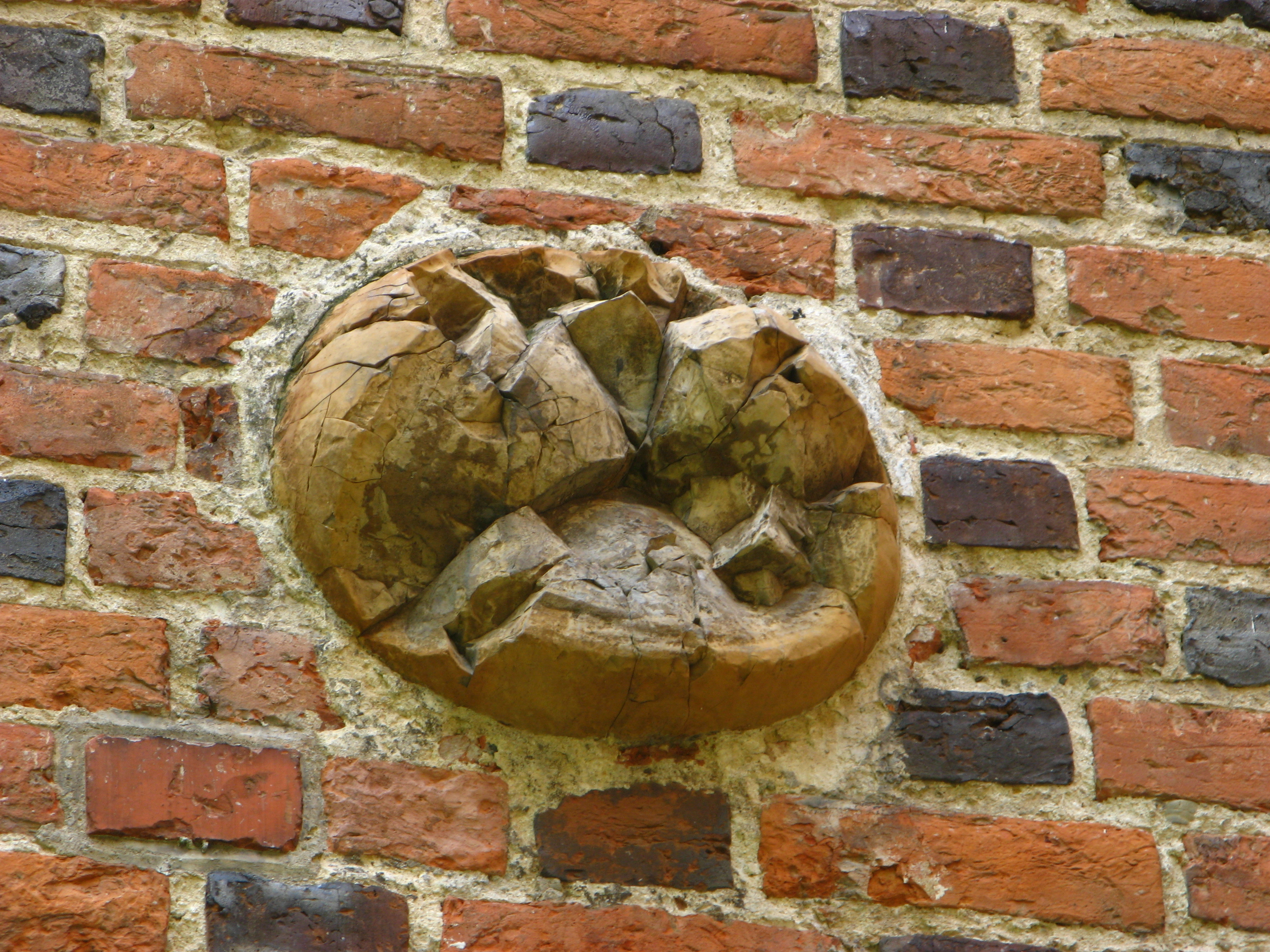
Кам'яна куля у бічній стіні
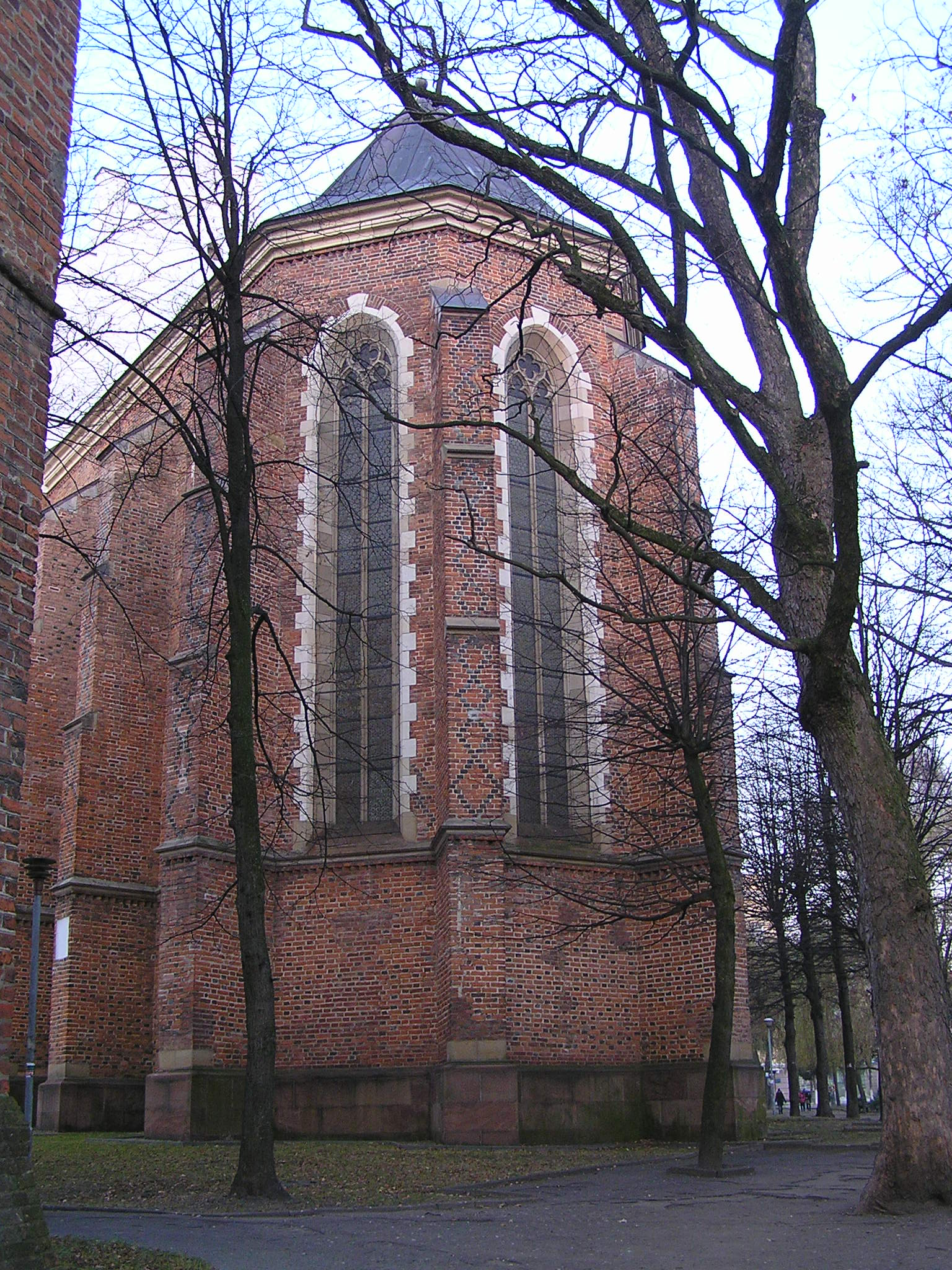
Апсида
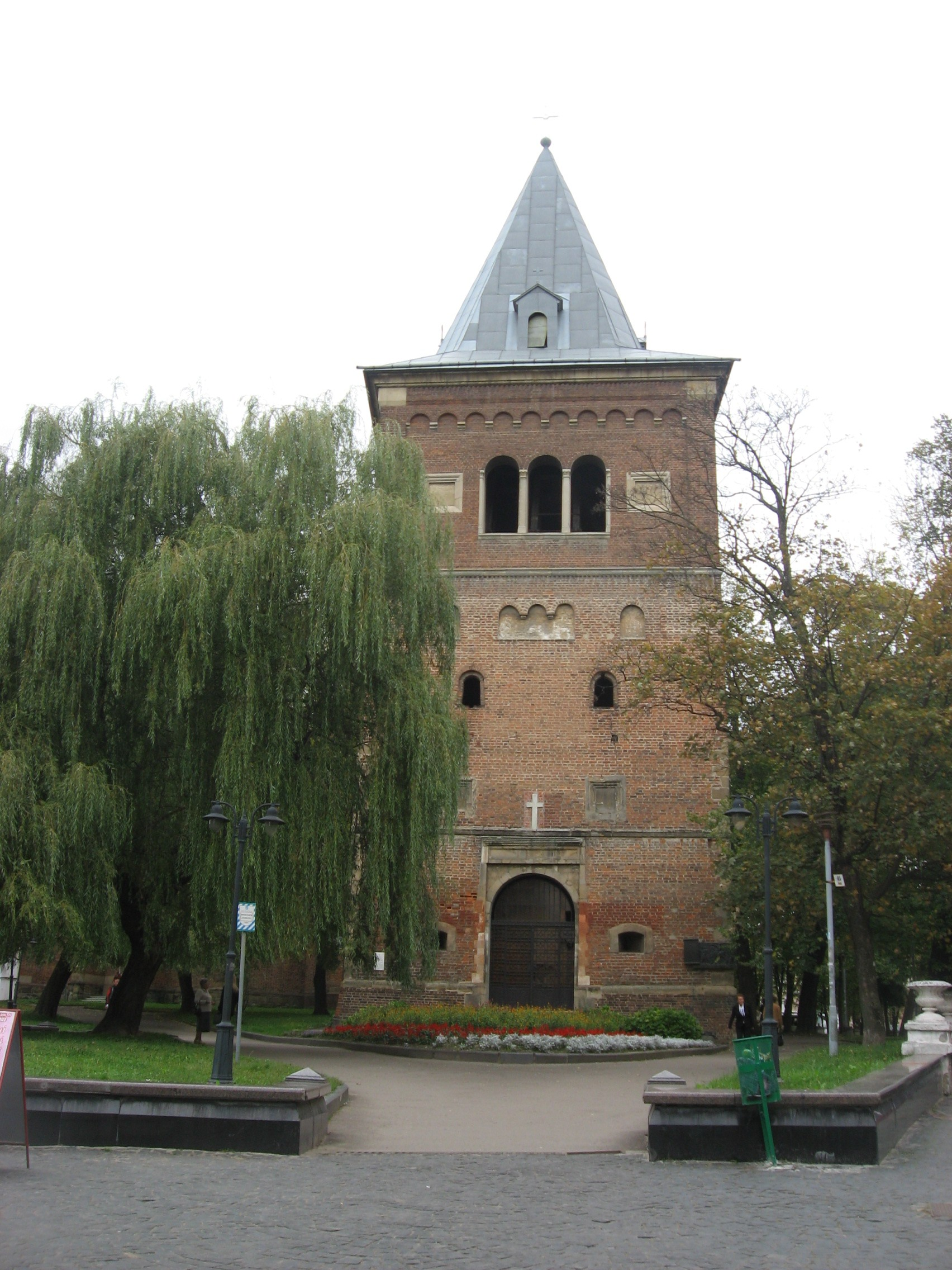
Дзвіниця
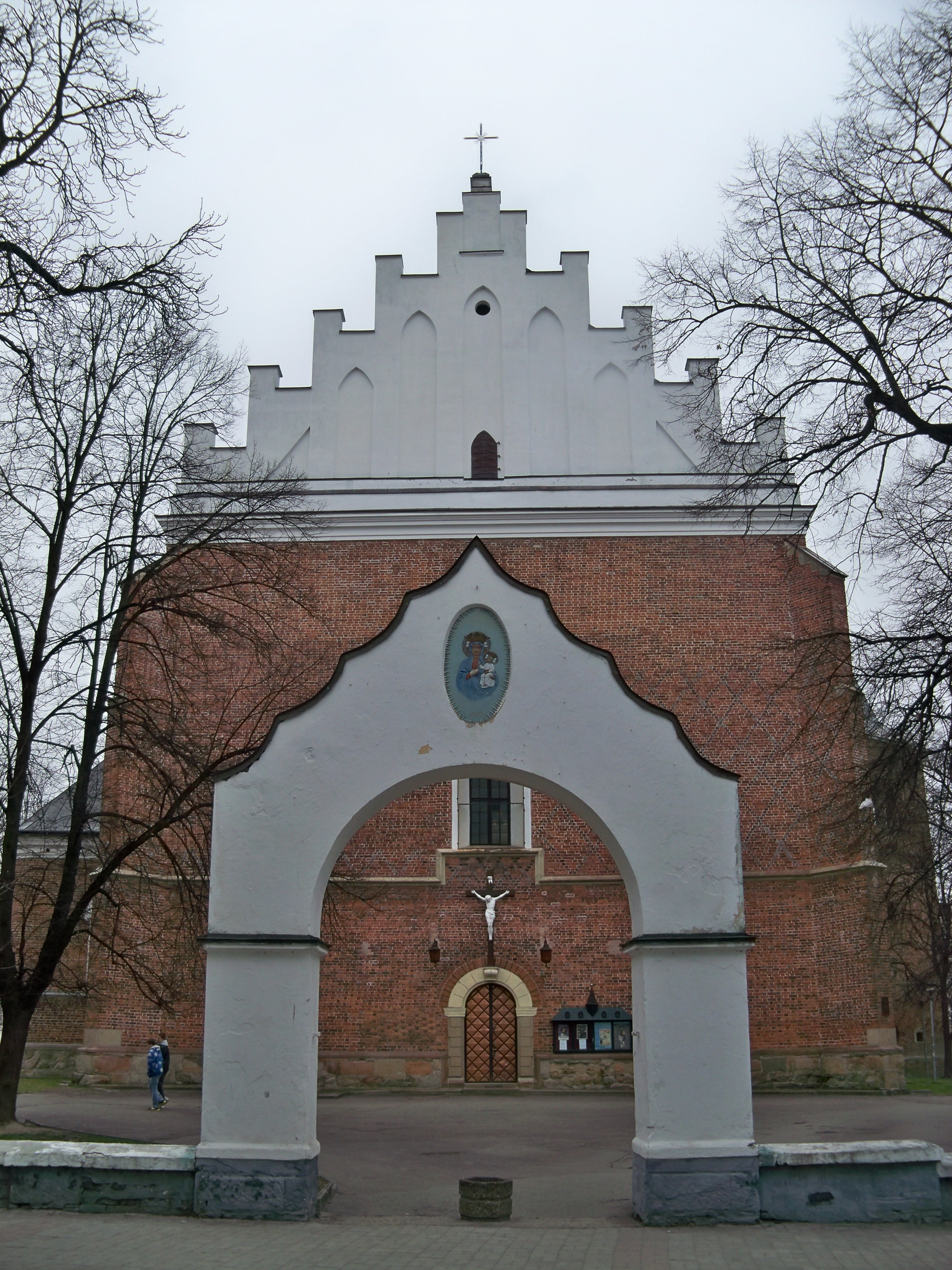
Центральний вхід
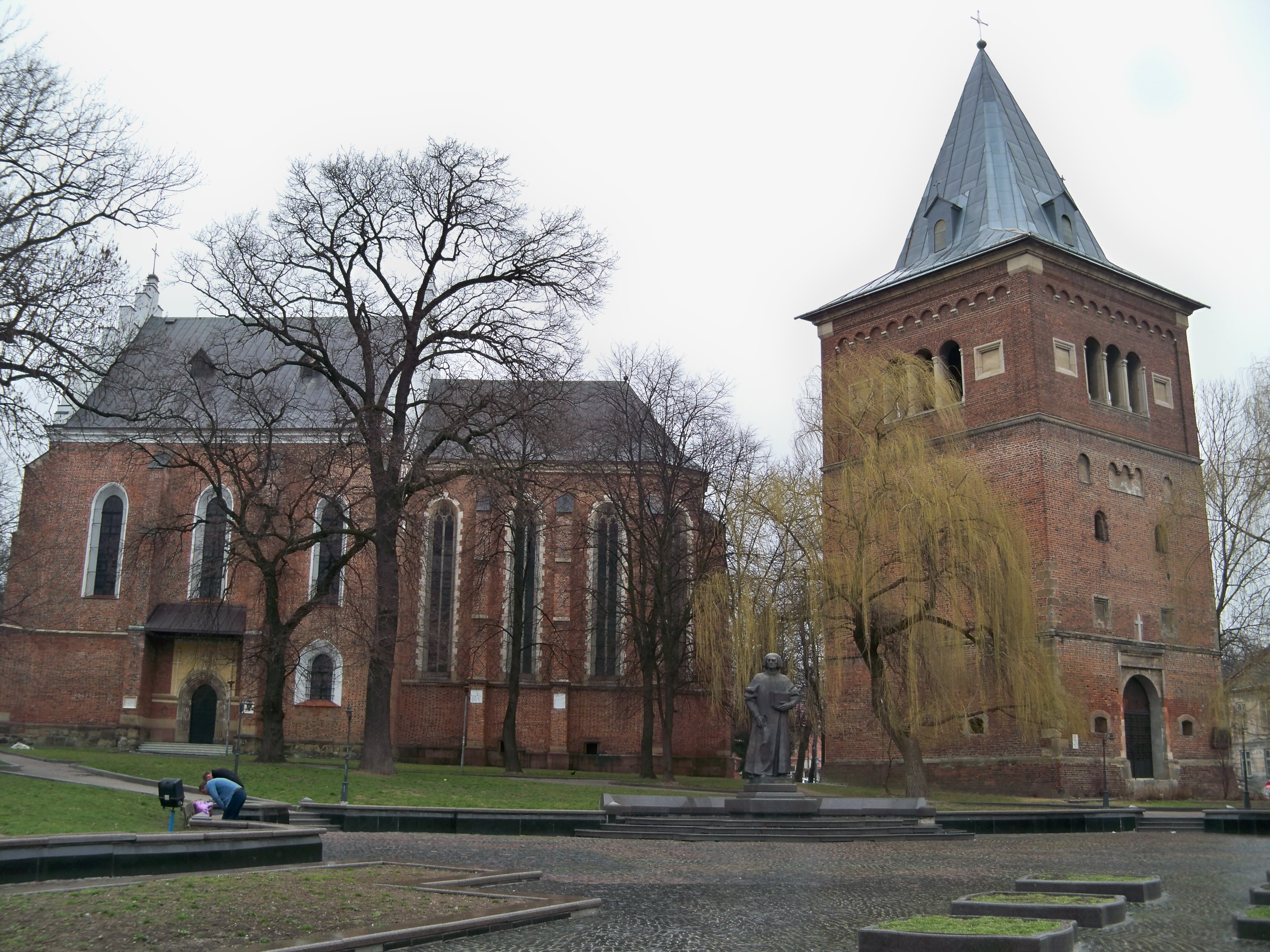
Костел, дзвіниця та пам'ятник Юрію Дрогобичу
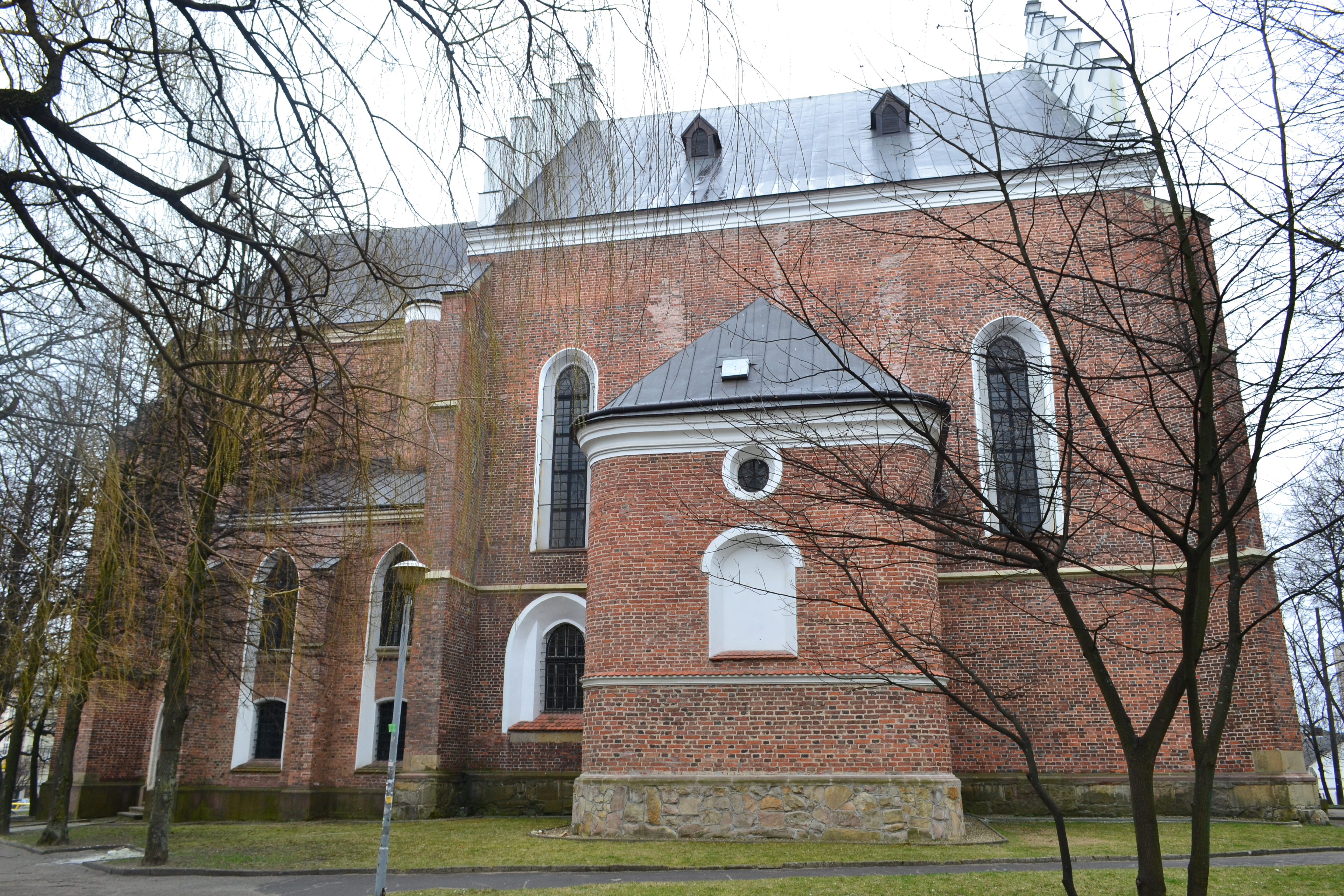
Костел
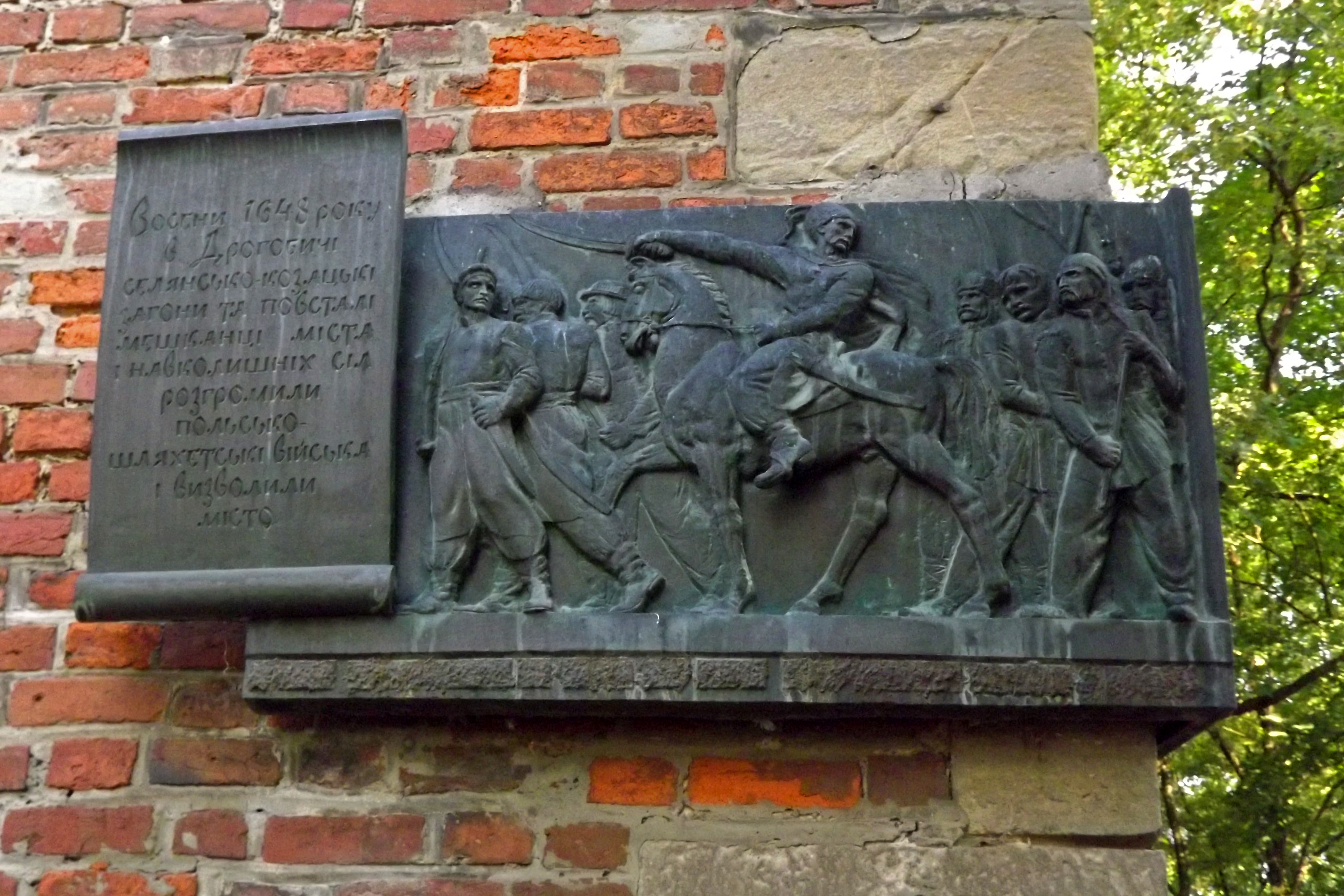
Пам'ятна дошка на честь селянсько-козацьких повстань 1648 року на дзвіниці
Убранство храму